# 神坂村 (愛知県)
神坂村（かみさかむら）は、愛知県東春日井郡にかつてあった村。現在の春日井市坂下町・神屋町・廻間町・上野町に該当する。

## 沿革
- 明治22年（1889年）10月1日 - 町村制の施行により、坂下村・神屋村・廻間村・上野村が合併して神坂村が発足。
- 明治39年（1906年）7月16日 - 内津村と合併して坂下村が発足。同日神坂村廃止。